# HaKirya

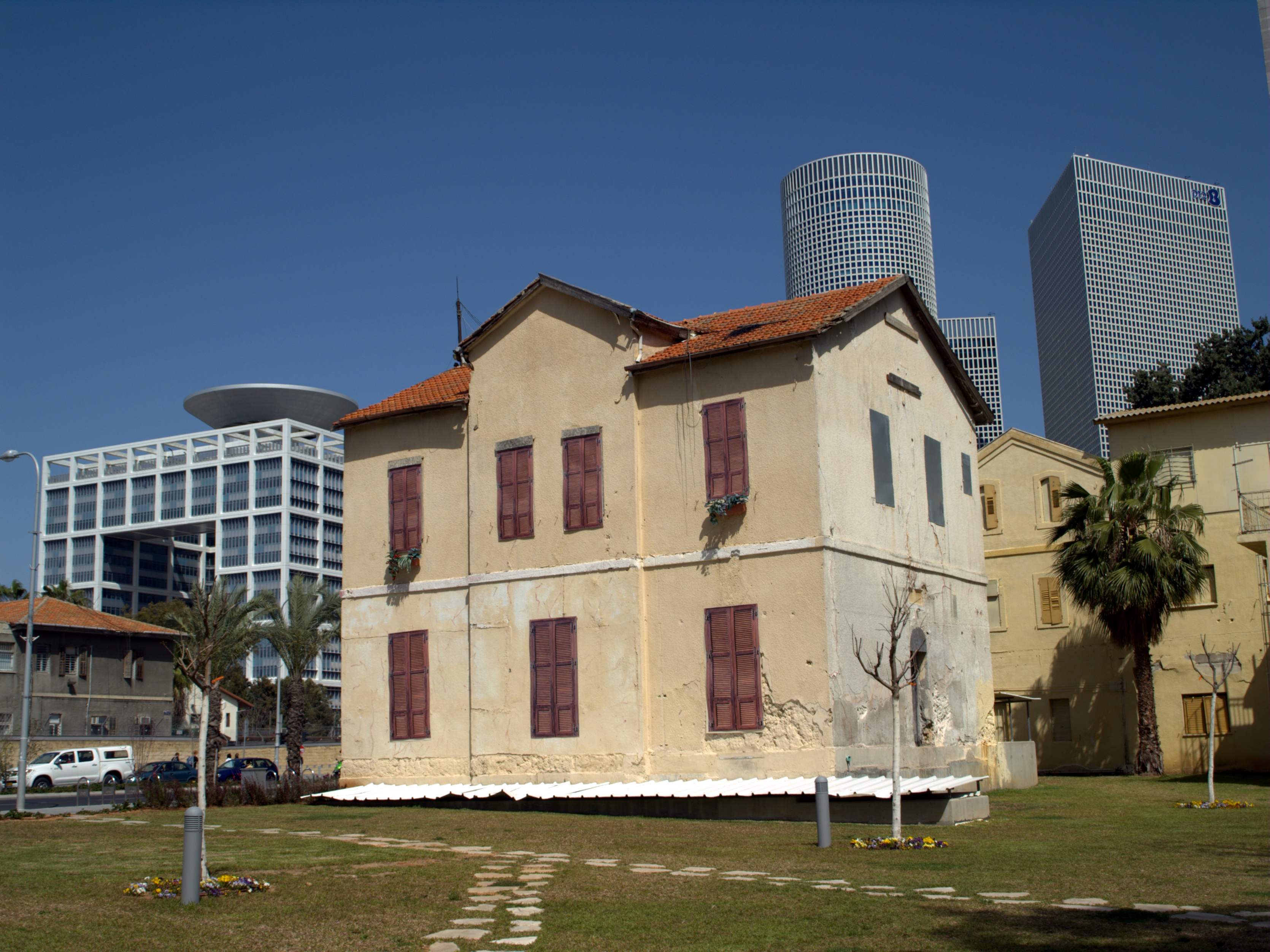

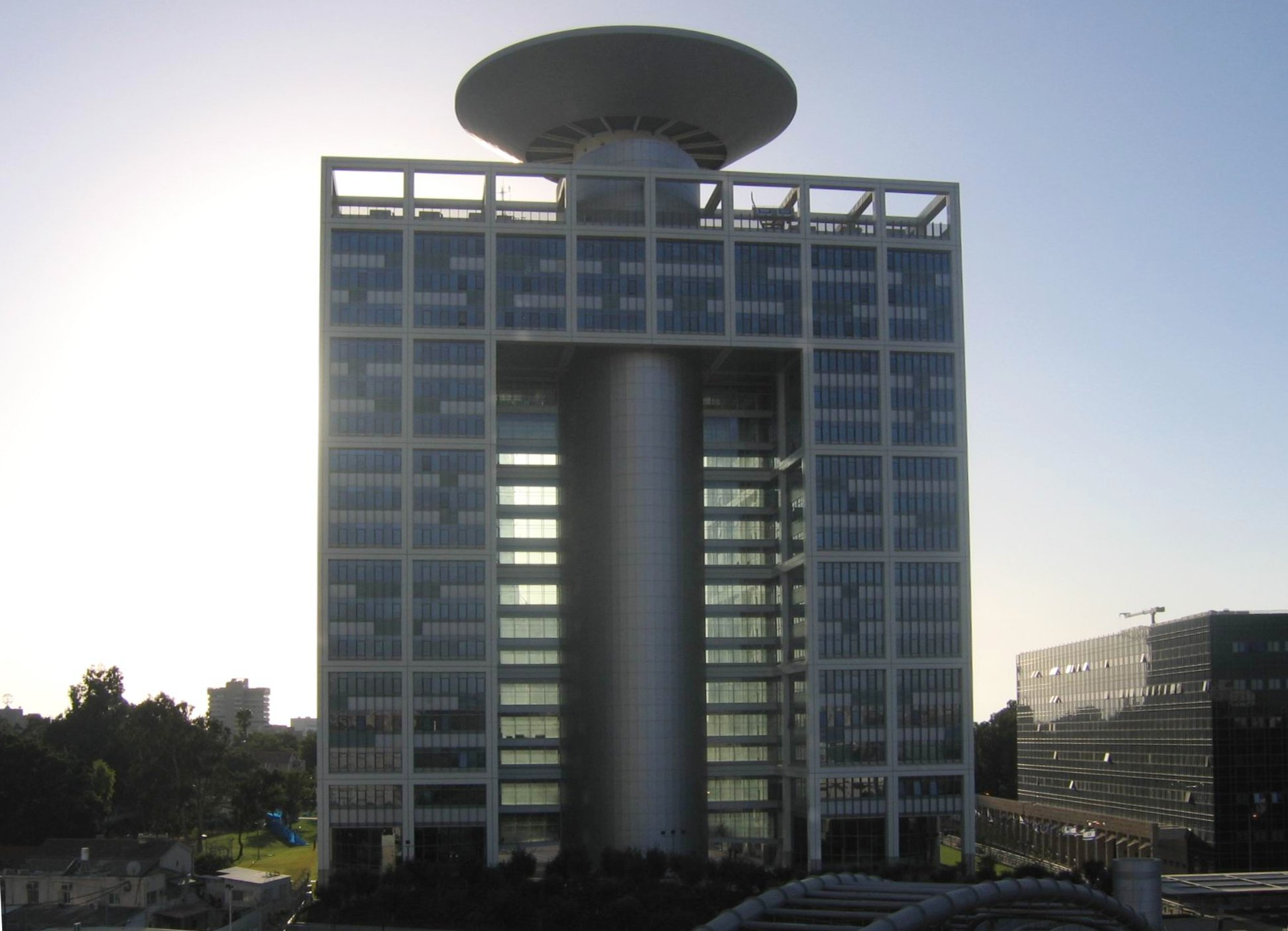

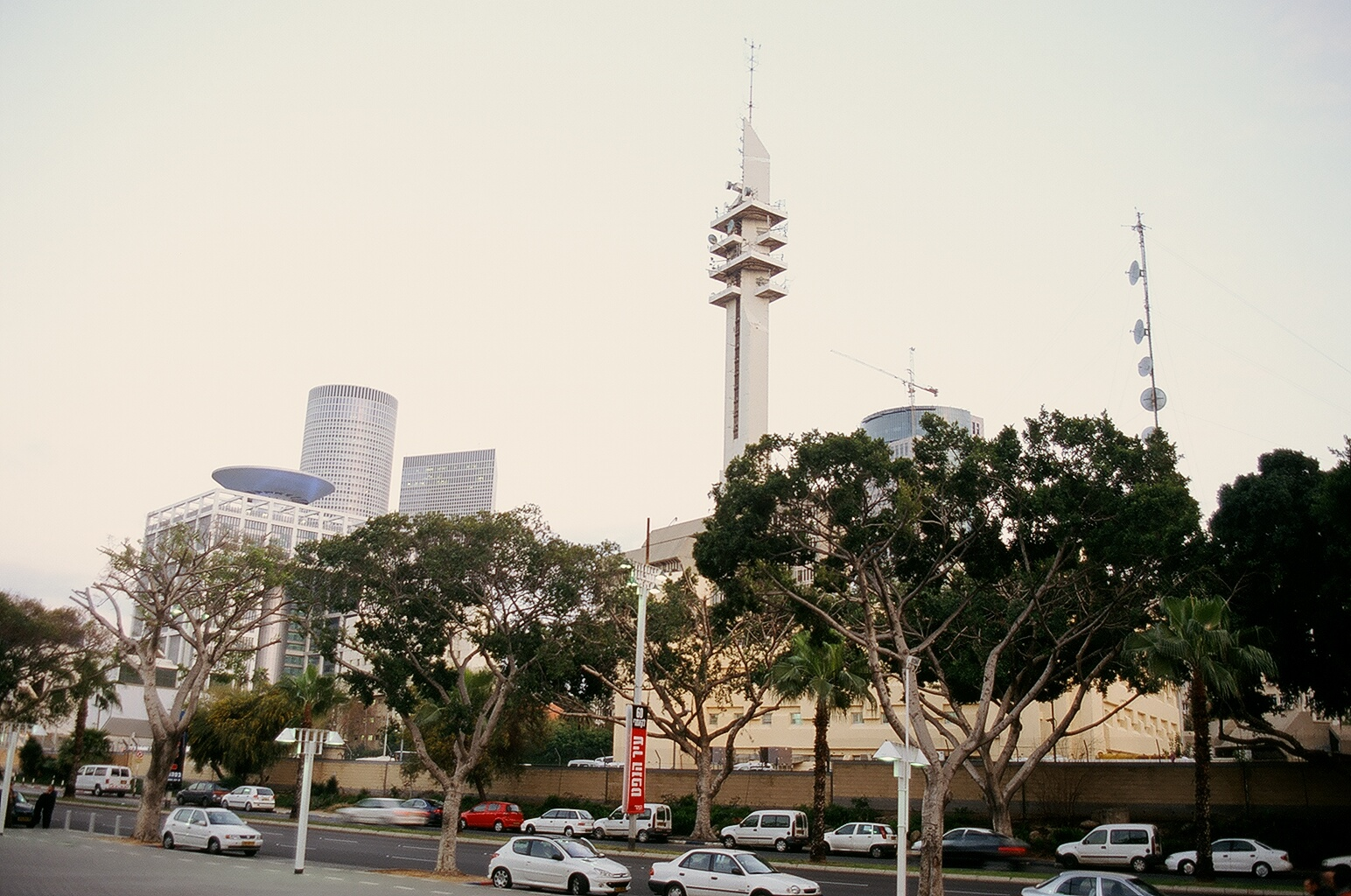

HaKirya (em hebraico:  הַקִּרְיָה, lit. o campus), é uma área militar na Tel Aviv central.
Foi fundada em 1948.